# مهدی حسینی‌وند
مهدی حسینی‌وند (زاده ۳۰ شهریور ۱۳۴۵ - تهران) تدوین‌گر و کارگردان اهل ایران است. وی تدوین مجموعه‌های تلویزیونی همچون مختارنامه، در چشم باد، خانه پدری، پرده عشق، معصومیت از دست رفته، سفر سبز، شهرزاد و چندین فیلم سینمایی را نیز به عهده داشته‌است. او همچنین کارگردان یک مجموعهٔ تلویزیونی و یک فیلم سینمایی بوده‌است.

## تدوین
- معجزه پروین (۱۴۰۲)
- بهشت تبهکاران (۱۴۰۲)
- عطرآلود (۱۴۰۱)
- مجموعه تلویزیونی سلمان فارسی (در حال ساخت)
- تگزاس ۲ (۱۳۹۷)
- شهرزاد (فصل ۳) (۹۷–۱۳۹۶)
- روزهای نارنجی (۱۳۹۶)
- شکلاتی (۱۳۹۵)
- شهرزاد (فصل ۲) (۱۳۹۶)
- بادیگارد (۱۳۹۴)
- ناردون (۱۳۹۴)
- شهرزاد (۱۳۹۴)
- گینس (۱۳۹۳)
- آسمان آبی مادرم (۱۳۹۳)
- ایران برگر (۱۳۹۳)
- شاهگوش (۱۳۹۲)
- چ (۱۳۹۱)[۲]
- آفتاب مهتاب زمین (۱۳۹۱)[۳]
- گام‌های شیدایی (۱۳۹۱)[۴]
- انتهای خیابان هشتم (۱۳۹۰)[۵]
- پرواز بادبادک‌ها (۱۳۹۰)[۶]
- چک (۱۳۹۰)[۷]
- من و زیبا (۱۳۹۰)
- گزارش یک جشن (۱۳۸۹)[۸]
- مجموعه تلویزیونی مختارنامه (۱۳۸۹–۱۳۸۳)
- دعوت (۱۳۸۷)
- نشانی (۱۳۸۶)[۹]
- در مه بخوان (بالاتر از آسمان) (۱۳۸۵)
- سنتوری (۱۳۸۵)[۱]
- نسکافه داغ داغ (۱۳۸۵)[۱۰]
- سرخی سیب کال (۱۳۸۴)[۱]
- صحنه جرم، ورود ممنوع! (۱۳۸۴)[۱]
- عشق ممنوع (۱۳۸۴)
- سرود تولد (۱۳۸۳)
- نقاب (۱۳۸۳)[۱]
- مزرعه آفتابگردان (۱۳۸۲)
- مهمان مامان (۱۳۸۲)[۱]
- وعده دیدار (۱۳۸۲)

## کارگردان
- خورشید و ماه (۱۳۸۰)
- سیارک

## جشنواره‌ها
- کاندیدا بهترین تدوین در دوازدهمین دوره جشن خانه سینما برای فیلم فرزند خاک - ۱۳۸۷[۱۱]
- برندهٔ سیمرغ بلورین بهترین تدوین از سی و دومین دوره جشنواره فیلم فجر برای فیلم چ - ۱۳۹۲[۱۲]